# Stigmella lanceolata
Stigmella lanceolata là một loài bướm đêm thuộc họ Nepticulidae. Nó được tìm thấy ở Turkmenistan.